# Antoine-Marie Izoard
Pour les articles homonymes, voir Izoard.
 (janvier 2022).
La mise en forme du texte ne suit pas les recommandations de Wikipédia : il faut le « wikifier ».
Les points d'amélioration suivants sont les cas les plus fréquents. Le détail des points à revoir est peut-être précisé sur la page de discussion.
- Les titres sont pré-formatés par le logiciel. Ils ne sont ni en capitales, ni en gras.
- Le texte ne doit pas être écrit en capitales (les noms de famille non plus), ni en gras, ni en italique, ni en « petit »…
- Le gras n'est utilisé que pour surligner le titre de l'article dans l'introduction, une seule fois.
- L'italique est rarement utilisé : mots en langue étrangère, titres d'œuvres, noms de bateaux, etc.
- Les citations ne sont pas en italique mais en corps de texte normal. Elles sont entourées par des guillemets français : « et ».
- Les listes à puces sont à éviter, des paragraphes rédigés étant largement préférés. Les tableaux sont à réserver à la présentation de données structurées (résultats, etc.).
- Les appels de note de bas de page (petits chiffres en exposant, introduits par l'outil «  Source ») sont à placer entre la fin de phrase et le point final[comme ça].
- Les liens internes (vers d'autres articles de Wikipédia) sont à choisir avec parcimonie. Créez des liens vers des articles approfondissant le sujet. Les termes génériques sans rapport avec le sujet sont à éviter, ainsi que les répétitions de liens vers un même terme.
- Les liens externes sont à placer uniquement dans une section « Liens externes », à la fin de l'article. Ces liens sont à choisir avec parcimonie suivant les règles définies. Si un lien sert de source à l'article, son insertion dans le texte est à faire par les notes de bas de page.
- La présentation des références doit suivre les conventions bibliographiques. Il est recommandé d'utiliser les modèles {{Ouvrage}}, {{Chapitre}}, {{Article}}, {{Lien web}} et/ou {{Bibliographie}}. Le mode d'édition visuel peut mettre en forme automatiquement les références.
- Insérer une infobox (cadre d'informations à droite) n'est pas obligatoire pour parachever la mise en page.

Pour une aide détaillée, merci de consulter Aide:Wikification.
Si vous pensez que ces points ont été résolus, vous pouvez retirer ce bandeau et améliorer la mise en forme d'un autre article.
Antoine-Marie Izoard, né le 13 juillet 1972, est un journaliste français, spécialiste des questions religieuses, en particulier du Vatican. Directeur de la rédaction de l’hebdomadaire catholique Famille chrétienne depuis septembre 2016, il a travaillé auparavant pendant plus de 18 ans à Rome, à Radio Vatican puis à la tête de l’agence de presse I.MEDIA.

## Biographie

### Formation
Après avoir effectué l’essentiel de sa scolarité à Bordeaux, Antoine-Marie Izoard effectue des études de journalisme au sein de l’École de journalisme de Toulouse. Diplômé de l’EJT en juin 1994 - Promotion André Fontaine - et auteur d’un mémoire sur l’ascension politique et médiatique de Dominique Baudis.

### Carrière
À compter de septembre 1994, Antoine-Marie Izoard effectue deux années de Service national et de volontariat dans le cadre de la Coopération avec l’association Fidesco, au service de l’Église catholique en Tunisie (à Sfax et Tunis). Il assure particulièrement le service de presse lors de la visite de Jean-Paul II en Tunisie, en avril 1996.
Il entame sa carrière professionnelle en septembre 1996 à la rédaction française de Radio Vatican, où il présente notamment les journaux en langue française d’actualité internationale et du Saint-Siège. Il collabore alors en outre avec plusieurs médias, parmi lesquels RFI, RMC, Le Spectacle du monde, La Vie et Valeurs actuelles. Au cours du Jubilé de l’an 2000, il est membre de la rédaction trilingue de la chaîne spéciale Jubilaeum créée à cette occasion par la radio du pape.
Chargé de la direction de la communication de l’archidiocèse de Bordeaux de 2002 à 2005, il collabore avec le cardinal Jean-Pierre Ricard. À la demande du Bureau de presse du Saint-Siège, il assure en août 2004 la coordination avec les services de la Conférence des évêques de France et des Sanctuaires de Lourdes pour la visite de Jean-Paul II dans la cité mariale, dernier voyage de son pontificat.
Antoine-Marie Izoard se voit confier en janvier 2005 la direction de l’agence de presse I.MEDIA spécialisée dans l’actualité du Vatican , au sein du groupe Média-Participations. À ce titre, il effectue plus d’une quarantaine de voyages pontificaux à travers le monde, derrière Benoît XVI et le pape François. Il collabore pour de nombreux médias comme KTO, Famille chrétienne, RFI, les chaînes de Radio France et France 2. Au cours de plus de 40 voyages pontificaux, il interroge à plusieurs reprises les papes avec ses confrères.
Il est remplacé à I.MEDIA en août 2016 par Aymeric Pourbaix, et rejoint l’hebdomadaire catholique Famille chrétienne, comme directeur de la rédaction,. En juillet 2021, il reçoit le prix Père-Jacques-Hamel 2021 de la Fédération des médias catholiques pour son article « Le calvaire des déplacés » paru dans l'hebdomadaire Famille chrétienne du 28 mars 2020,,,.

## Distinctions et engagements personnels
- Chevalier de l'ordre national du Mérite - juillet 2012[9].
- Chevalier dans l'Ordre de Saint-Sylvestre - décoré par le cardinal Jean-Louis Tauran au nom du Pape François en décembre 2016[10].

Conseiller consulaire pour la circonscription “Italie du Sud, Malte et Vatican“, de son élection en mai 2014 à son départ d’Italie en août 2016.
Avec son épouse, Antoine-Marie Izoard est engagé dans le mouvement Foi et Lumière, comme coordinateur de la province Île-de-France Ouest.